# Festuca degenii
Festuca degenii är en gräsart som först beskrevs av St.-yves, och fick sitt nu gällande namn av Markgr.-dann. Festuca degenii ingår i släktet svinglar, och familjen gräs. Inga underarter finns listade i Catalogue of Life.